# Nick Soolsma
Nick Soolsma (Andijk, 7 januari 1988) is een voormalig Nederlands profvoetballer die als middenvelder/aanvaller speelde.

## Nederland
Soolsma speelde in de jeugd bij VV VVW, HVV Hollandia, PSV en FC Volendam voor hij in 2007 bij HFC Haarlem kwam. Voor Haarlem speelde hij in het seizoen 2007/08 in totaal zeven wedstrijden in de Eerste divisie. Hierna ging hij bij Hoofdklasser FC Chabab spelen en werd dat jaar kampioen. Vanaf medio 2009 speelde hij voor vv Young Boys waarmee hij ook kampioen werd en naar de Hoofdklasse promoveerde.
In augustus 2012 tekende Soolsma voor een seizoen bij SBV Excelsior. Hij kwam dat seizoen tot 22 competitieduels (nul doelpunten).

## Canada/Amerika
Nadat hij een aanbieding uit Qatar afwees tekende hij in februari 2011 na een stage bij Toronto FC dat uitkomt in de Major League Soccer. Met Toronto won hij tweemaal het Canadian Championship en speelde hij in de CONCACAF Champions League. In de kwartfinale van de CONCACAF Champions League schakelde Toronto FC het LA Galaxy uit met o.a. David Beckham, Robbie Keane en Landon Donovan in hun team. Met een assist en het winnende doelpunt van Soolsma plaatste Toronto FC zich voor de halve finale.
Op 18 juni 2012 werd hij samen met twee teamgenoten in Houston gearresteerd wegens verstoring van de openbare orde. Nog geen maand later werd zijn contract met wederzijds goedvinden ontbonden. Soolsma had vervolgens de keuze om te tekenen bij SC Cambuur en SBV Excelsior.

## Australië
Het Australische South Melbourne FC is de volgende club voor Nick Soolsma. De club uit de Victorian Premier League (tweede divisie) heeft de 25-jarige aanvaller van Excelsior voor de rest van 2013 aangetrokken.

## Canada
Begin 2014 keerde Soolsma terug naar Canada waar hij in Vancouver clinics ging geven. Hij maakte het seizoen 2013/14 af bij CCBRT United FC in de Vancouver Metro Soccer League (VMSL). In het seizoen 2014/15 speelt hij daar voor Langley FC Hurricanes. Soolsma werd uitgeroepen tot meest waardevolle speler (MVP) van de VMSL 2014/15 en tevens topscorer met 17 doelpunten. In het seizoen 2016/17 scoorde hij 26 doelpunten in 22 wedstrijden voor Rovers Tigers United en werd uitgeroepen tot VMSL speler van het jaar. Begin 2018 werd Soolsma speler-coach van TSS FC Rovers dat uitkwam in de USL Premier Development League. In 2019 werd hij assistent-technisch directeur van de Langley United Soccer Association.

## Broer
Zijn broer Gino speelt bij Zwaluwen '30 en zag begin 2011 een transfer naar AEK Larnaca op Cyprus niet doorgaan.